# Peter Bialobrzeski
Peter Bialobrzeski (* 1961 in Wolfsburg) ist ein deutscher Fotograf und Professor an der Hochschule für Künste Bremen.

## Leben und Werk
Nach seinem Abitur am Theodor-Heuss-Gymnasium in Wolfsburg studierte er zunächst Politik und Soziologie. Es folgte ein Studium in Kommunikationsdesign mit Schwerpunkt Fotografie an der Universität Essen und am London College of Printing, dem heutigen London College of Communication.
Seit 1989 wurden seine fotografischen Arbeiten in namhaften internationalen Magazinen und Zeitschriften publiziert, von GEO Deutschland über das koreanische GEO bis zur New York Times. Seit 1994 ist er Mitglied der unabhängigen Bildagentur laif in Köln. Seit 2002 ist er Professor für Fotografie an der Hochschule für Künste Bremen.
Bekanntheit erlangte Bialobrzeski mit seiner Ausstellung Neon Tigers mit fotografischen Arbeiten über aufsteigende Metropolen in Asien. Seit 2015 publiziert er Stadttagebücher; es fing an mit Cairo Diary und es folgten Bücher über Athen, Taipeh und zehn weitere Städte. 2021 erschienen als fotografisches Archiv der Stadt zu Beginn des 21. Jahrhunderts Bände über Linz, Belfast, Dhaka, Minsk und Yangon.
Er hat mehrere Preise gewonnen, unter anderem zweimal den World Press Photo Award und im Jahr 2012 den Dr.-Erich-Salomon-Preis. Bialobrzeski sitzt in der Jury für den Vonovia Award für Fotografie.
Seit 2013 ist Peter Bialobrzeski Mitglied der Freien Akademie der Künste in Hamburg. 

## Publikationen
- 1996: Transit, Edition Braus, Heidelberg.
- 2000: XXXholy, Kruse, Hamburg.
- 2004: Neon Tigers, Hatje Cantz, Ostfildern, ISBN 3-7757-1394-8.
- 2004: XXX Holy-Journeys into the Spiritual Heart of India, Hatje Cantz, Ostfildern, ISBN 978-3-7757-1397-9.
- 2005: Heimat, Hatje Cantz, Ostfildern, ISBN 978-3-7757-1673-4.
- 2007: Lost in Transition, Hatje Cantz, Ostfildern.
- 2007: Calcutta, Hatje Cantz, Ostfildern.
- 2009: Paradise Now, Hatje Cantz, Ostfildern.
- 2009: Case Study Homes, Hatje Cantz, Ostfildern, ISBN 978-3-7757-2469-2.
- 2010: Informal Arrangements, Hatje Cantz, Ostfildern.
- 2012: The Raw and the Cooked, Hatje Cantz, Ostfildern.
- 2014: Nail houses or the destruction of Lower Shanghai, Hatje Cantz, Ostfildern.
- 2014: Cairo Diary, The Velvet Cell, Berlin, ISBN 978-1-908889-20-1.
- 2015: Athens Diary, The Velvet Cell, Berlin, ISBN 978-1-908889-38-6.
- 2015: Wolfsburg Diary, The Velvet Cell, Berlin, ISBN 978-1-908889-29-4.
- 2015: Taipei Diary, The Velvet Cell, Berlin, ISBN 978-1-908889-30-0.
- 2017: Kochi Diary, The Velvet Cell, Berlin, ISBN 978-1-908889-44-7.
- 2017: Die zweite Heimat, Hartmann Books, ISBN 978-3-96070-014-2.
- 2017: Beirut Diary, The Velvet Cell, Berlin, ISBN 978-1-908889-40-9.
- 2019: No Buddha in Suburbia, Hartmann Projects, Stuttgart, ISBN 978-3-96070-031-9.
- 2020: Give my Regards to Elizabeth, Hartmann Projects Verlag, Stuttgart, ISBN 978-3-96070-045-6.

## Auszeichnungen und Preise
- 2003 World Press Photo Award für Arts/Stories
- 2010 World Press Photo Award für Nature and Environment
- 2012 Dr.-Erich-Salomon-Preis der Deutschen Gesellschaft für Photographie